# Jod (Einheit)
Jod war ein Längenmaß in Siam, das überwiegend dem heutigen Thailand entspricht.
- 1 Jod = 464 Pariser Fuß = 150,7 Meter
- 25 Jod = 1 Roe-ning (Meile) = 2000 Toisen
- 4 Sen/Sex = 1 Jod